# Helophilus antipodus
Helophilus antipodus är en tvåvingeart som beskrevs av Ignaz Rudolph Schiner 1868. Helophilus antipodus ingår i släktet kärrblomflugor, och familjen blomflugor. Inga underarter finns listade i Catalogue of Life.